# Alho-de-espanha
O alho-de-espanha, alho-espanhol, alho-grosso-de-espanha, alho-mourisco, alho-rocambole ou, simplesmente, rocambole, (Allium scorodoprasum) é uma planta perene da família Alliaceae. É nativa da Europa. O bolbo subterrâneo é composto de bolbilhos de forma ovóide. As flores são vermelho-escuras ou púrpura. Pode ser usada em substituição do alho.